# Mitsubishi Type 73
Mitsubishi Type 73 (jap. 73式小型トラック, 73-shiki kogata torakku) predstavlja seriju japanskih lakih vojnih vozila koja se u japanskim oružanim snagama koriste kao terenska vozila. Proizvodi ih Mitsubishi Motors od 1973. godine dok u japanskoj službi koristi službeni naziv "polutonski kamion". Pokreće ga Mitsubishijev četverocilindrični dizelski motor snage 123 KS. Također, prva generacija je imala manualni a druga koristi četverostupanjski automatski mjenjač.

## Prva generacija
Prva generacija vozila poznata je pod nazivom Kyū (jap. 旧) te je temeljena na prvim inačicama američkih vojnih džipova Jeep CJ koje je Mitsubishi proizvodio na temelju Willysove licence. Proizvodnja prvog Type 73 je započela 1973. na šasiji modela Jeep CJ-3B. Nakon toga su napravljene modifikacije te su u konačnici stvoreni Mitsubishi CJ-3B-J4 i Mitsubishi CJ-3B-J4C a zamijenio ih je Mitsubishi CJ-5A-J54A. Ovaj model se proizvodio do 1997. te se osim u Japanu koristio na Filipinima i Južnom Vijetnamu gdje su prodavani kao vojni viškovi. Tako je Kyū u južnovijetnamskoj vojsci odnosno tijekom Vijetnamskog rata nakorišteniji džip uz američke Willys M606 i M38A1. Osim za vojne, prva generacija je korištena i u civilne svrhe te je u tom svojstvu izvožen na Novi Zeland.

## Druga generacija
Proizvodnja druge generacije vozila započela je 1996. kada je japanska vojska započela s procesom zamjene prethodnog modela. Druga generacija poznata je kao Shin (jap. 新) te je temeljena na Mitsubishijevom modelu Pajero. Vozilo može biti naoružano raznim teškim strojnicama, protutenkovskim projektilima i beztrzajnim topom ali je i kao njegov prethodnik Kyū, najčešće opremljen težom M2 ili lakšom Minimi strojnicom. Također, postoje i vozila bijele boje što je značajka japanske vojne policije.
Postoje i blindirane inačice koje je koristio humanitarni kontingent japanske vojske na jugu Iraka kako bi spasilo posadu od iračke gerile.

## Korisnici
- Japan: japanska vojska trenutno koristi Shin modele iako je velik broj Kyūa još uvijek u uporabi.[4]
- Filipini: filipinska vojska.[4]

## Galerija slika
- Model Kyū.
- Model Shin.
- Kyū naoružan protutenkovskim projektilom Type 64 MAT.
- Bijeli Kyū od japanske vojne policije.
- Usporedba Kyūa i Shina s prednje strane.

## Vanjske poveznice
- Službene web stranice japanskih oružanih snaga